# Арая (полуостров)
Арая (исп. Araya) — субширотно вытянутый полуостров на северо-востоке Южной Америки, в Венесуэле. Является восточным продолжением среднегорного хребта Карибских Анд – Береговая Сьерра (Кордильера-де-ла-Коста). Омывается Карибским морем. Обрамляет с севера залив Карьяко. Арая отделен от острова Маргарита проливом Кубагуа (Cubagua). На полуострове Арая типичны колючекустарниковые сообщества (монте, исп. monte) с многочисленными кактусами и невысокими ксероморфными кустарниками (акациями, курателлой, диви-диви).
Немецкий путешественник Александр фон Гумбольдт сообщает: «Соленосная глина, с примесью горного масла и линзообразными кристаллами гипса, переходящая иногда в черновато-бурую глину, не содержащую соли, представляет собой весьма распространённую формацию на полуострове Арая». Кордильера полуострова сложена слюдяными и глинистыми сланцами.
Полуостров известен соляными копями. Для защиты соляных копей от голландцев испанцами в начале XVII века был построен замок Арая. В 1958 году Марго Бенасерраф сняла документальный фильм «Арайя» о труде рабочих соляных копей, заложив основы социально-критического направления в национальном кино. Фильм получил международную известность, участвовал в конкурсной программе Каннского кинофестиваля в 1959 году. Однако на родине фильм вышел в прокат лишь в 1977 году.
Входит в штат Сукре. На полуострове находятся муниципалитеты Риберо и Крус-Сальмерон-Акоста. На западной оконечности полуострова находится одноимённый город.